# Meta Styrian Open 1997
Meta Styrian Open 1997 — жіночий тенісний турнір, що проходив на відкритих кортах з ґрунтовим покриттям Sportpark Piberstein in Maria Lankowitz in Austria. Належав до турнірів 4-ї категорії в рамках Туру WTA 1997. Відбувсь удвадцятьп'яте і тривав з 28 липня до 3 серпня 1997 року. Барбара Шетт здобула титул в одиночному розряді.

## Фінальна частина

### Одиночний розряд, жінки
Барбара Шетт —  Генрієта Надьова 3–6, 6–2, 6–3
- It was Schett's 2-й титул за сезон і 4-й — за кар'єру.

### Парний розряд, жінки
Ева Меліхарова /  Гелена Вілдова —  Радка Бобкова /  Вілтруд Пробст 6–2, 6–2
- It was Melicharova's 2-й титул за сезон і 2-й - за кар'єру. It was Vildova's 2-й титул за сезон і 2-й - за кар'єру.

Шаблон:Тур WTA 1997